# Wonder of the Seas
 (janvier 2022).
Si vous disposez d'ouvrages ou d'articles de référence ou si vous connaissez des sites web de qualité traitant du thème abordé ici, merci de compléter l'article en donnant les références utiles à sa vérifiabilité et en les liant à la section « Notes et références ».
Pour les articles homonymes, voir Wonders of the Sea (homonymie).
Le Wonder of the Seas est un navire de croisière de la compagnie Royal Caribbean Cruise Line, construit aux Chantiers de l'Atlantique de Saint-Nazaire entre octobre 2019 et novembre 2021. 
Légèrement plus  grand et gros que ses sister-ships Symphony of the Seas et Harmony of the Seas, il est au début 2022 le plus gros paquebot au monde. Il est dépassé par l'Icon of the Seas en janvier 2024. Le Wonder of the Seas propose également des nouveautés par rapport à ses prédécesseurs de la classe Oasis, à commencer par l'architecture de certains ponts.

## Histoire

### Préliminaires
La commande de cette cinquième unité de la série est confirmée en mai 2016, deux semaines après la livraison de l’Harmony of the Seas. Le navire est prévu pour le début d'année 2022. Ce navire devrait comporter quelques évolutions par rapport aux quatre précédents.
Le navire effectuera des croisières en Asie en 2022 au départ du port de Shanghai.

### Construction

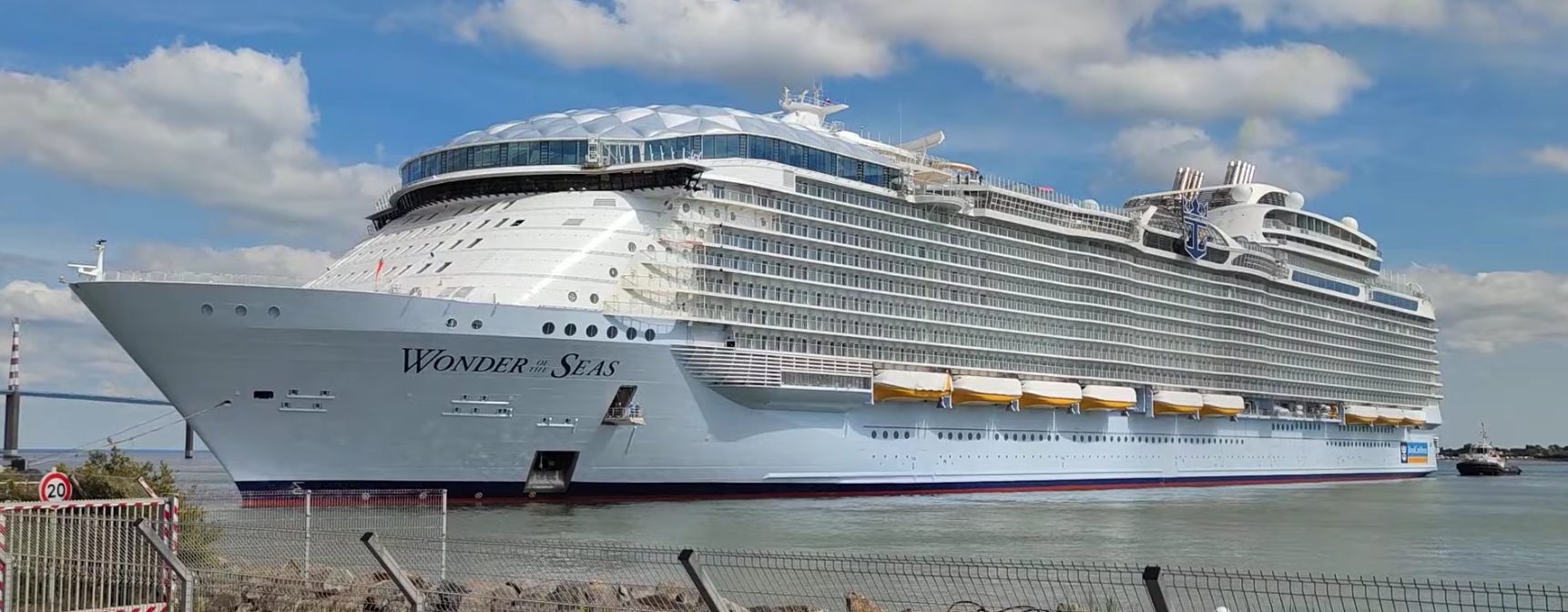
Le en aux chantiers de l'Atlantique en août 2021.

La première tôle est découpée le 24 avril 2019 en présence de l'armateur. Le premier bloc préfabriqué est posé le 11 octobre 2019. En mars 2020, plus de la moitié de la coque est assemblée. La coque du Wonder of the Seas est mise à l'eau pour la première fois le 4 septembre 2020. La propulsion n'étant pas en service, le navire est déplacé par sept remorqueurs pour passer de la forme B à la forme C. 
La livraison du navire, initialement prévue au printemps 2021, est repoussée au début de l'année 2022 à la demande de l'armateur, dans le contexte de la pandémie de Covid-19.
Il réalise sa première sortie en mer le 20 août 2021 vers 16 h. Dans la soirée du 28 août 2021, un incendie se déclare dans une armoire électrique du navire, mais il est rapidement maîtrisé par les pompiers à l'aide des extincteurs à bord.

## Croisières après la construction

### Saison inaugurale en Asie en 2022
Le Wonder of the Seas quitte Saint-Nazaire le 5 novembre 2021 pour rejoindre provisoirement la Méditerranée, et le port de Marseille, pour recevoir des dernières finitions. Il effectue ensuite sa saison inaugurale en Asie à partir de 2022. Son port d'attache est Shanghai.

## Caractéristiques
Le navire comporte plusieurs nouveautés par rapport aux quatre précédents navires de la classe Oasis. La principale différence du Wonder of the Seas par rapport aux précédents navires de la classe Oasis se situe sur l'architecture des ponts supérieurs, notamment au niveau des cheminées, où le design des ponts a été modifié. L'Aquathéâtre a également été modifié avec l'ajout d'une grande arche située à l'extrême arrière du navire. 

### Cabines
Le paquebot comporte 2 867 cabines dont près de 1 800 avec vue sur mer. Quarante-six cabines sont adaptées aux personnes à mobilité réduite (PMR).
La suite royale fait 142 m2.

### Équipements de loisirs
- Une tyrolienne de 24 mètres
- Deux murs d'escalade
- Un simulateur de surf (FlowRider)
- Quinze piscines
- Dix bains à remous dont 2 suspendus au-dessus de l'eau
- Trois toboggans aquatiques allant du pont 18 au pont 15 (le pont piscine)
- Deux toboggans Ultimate Abyss de 30 mètres de long (non aquatiques)
- Deux théâtres dont un aquatique en extérieur
- Deux spa
- Un casino
- Un parc naturel (Central Park)
- Un minigolf et terrains de sport dont un terrain de basket
- Une patinoire
- Un carrousel
- Vingt restaurants
- Trente-cinq bars
- Un Bionic Bar (présent également à bord des paquebots de classe Quantum, de l'Harmony of the Seas et du Symphony of the Seas)
- Une fosse aquatique d'une profondeur de 5,4 mètres pour plongeon
- Un Jeu laser
- Des boutiques et commerces

### Caractéristiques techniques

#### Propulsion
- Le navire est propulsé par trois Azipod ABB de 20,5 MW chacun.
- Les trois Azipod sont alimentés par six moteurs Diesel Wärtsilä couplés à des alternateurs Leroy-Somer, développant une puissance de 92 400 kW, soit environ 126 000 ch.
  - Deux moteurs 16V46 de 18 480 kW.
  - Quatre moteurs 12V46 de 13 860 kW.
- Pour les manœuvres portuaires, le paquebot dispose de quatre propulseurs d'étrave Wärtsilä CT3500 (situés à la proue sous la ligne de flottaison) d'une puissance de 5,5 MW (environ 7 500 ch) chacun, ce qui lui permet de se passer de remorqueur jusqu'à un vent de travers de 40 nœuds.
- La consommation théorique de carburant est estimée à environ 25 800 l par 100 km, soit une consommation totale d'environ 270 tonnes par jour de navigation de 24 h à 22 nœuds.

#### Stabilisation
- Accessoire habituel sur un bateau de cette taille, deux ailerons stabilisateurs déployables diminuent le roulis par gros temps en agissant comme une aile orientable contrant les habituelles inclinaisons sur bâbord et tribord ; système efficace à partir d'une vitesse de 10 nœuds.

Ce navire est constitué de 525 000 m2 de tôle d'acier, 5 000 km de fil électrique, 90 000 m2 de moquette[réf. souhaitée].

## Controverse
En tant que plus grand navire de croisière, le Wonder of the Seas porte la symbolique de l'impact environnemental de ce type de bateau. 
À ce titre, le 14 juin 2022, le Wonder of the Seas a été bloqué à son arrivée au port de Marseille par des militants écologistes de Extinction Rebellion et du collectif Stop croisières. En utilisant des canoës, ils ont empêché le navire d'accoster et ont dénoncé la pollution subie par les citoyens ainsi que la destruction des écosystèmes qu'il engendre.    
Cette action revendiquait "ne plus voir le Wonder of the Seas dans la rade de Marseille" et exigeait des  "actions concrètes face à cette industrie des croisières".